# Pont ferroviaire de Hedel
Le pont ferroviaire de Hedel est un pont ferroviaire en poutre en treillis en acier franchissant la Meuse, dans les provinces de Gueldre et du Brabant-Septentrional, aux Pays-Bas.

## Conception du pont
Il est long de 715 mètres et son treillis est en acier.